# Laelia hildoides
Laelia hildoides är en fjärilsart som beskrevs av Holland 1920. Laelia hildoides ingår i släktet Laelia och familjen tofsspinnare. Inga underarter finns listade i Catalogue of Life.